# Zdorovýj tjelovek
Zdorovýj tjelovek (russisk: Здоровый человек) er en russisk spillefilm fra 2023 af Pjotr Todorovskij.

## Medvirkende
- Nikita Jefremov som Jegor Pogodin
- Irina Starsjenbaum som Maja Pogodina
- Polina Ainutdinova som Marusja Pogodina
- Oleg Tjugunov som Aljosja Komarov
- Marija Sjasjlova
- Masja Lobanova som Kristina Krapivina
- Darja Balabanova som Tanja